# Robert Fulton
Robert Fulton (14 tháng 11 năm 1765 - 1815) là một kỹ sư và nhà phát minh Mỹ nổi tiếng là người phát triển các sản phẩm thương mại thành công đầu tiên của tàu thủy hơi nước.
Năm 1800, ông được Napoleon Bonaparte giao cho để thiết kế tàu Nautilus, là tàu ngầm đầu tiên thực tế trong lịch sử.
Fulton quan tâm đến tàu thủy hơi nước vào năm 1777 khi ông đến thăm William Henry của Lancaster, Pennsylvania, người đã thảo luận trước đó biết về động cơ hơi nước của James Watt trên một chuyến viếng thăm nước Anh. 

## Thời trẻ
Robert Fulton sinh ra tại một trang trại tại Little Brain, tiểu bang Pennsylvania, vào ngày 14 tháng 11 năm 1765. Cha của ông, Robert Fulton, sinh ra tại Ireland và di cư đến Philadelphia, nơi ông kết hôn với Mary Smith. Người cha đã chuyển gia đình đến Lancaster, Pennsylvania, nơi cậu Fulton trẻ tham dự một trường tiểu học Quaker. Fulton Thể hiện sự quan tâm đầu tiên về cơ khí. Ở tuổi lên 13, cậu bé đã phát minh ra bánh xe để đi cùng với chèo thuyền đánh cá của cha cậu. Cậu đặc ưa thích những người thợ làm súng và thậm chí một số gợi ý được những người thợ chế tạo súng áp dụng vào sản xuất. Khi còn nhỏ cậu đã chế tạo tên lửa và đạn và thử nghiệm với thủy ngân. Bạn bè của cậu gọi cậu bằng biệt danh là anh "Quicksilver Bob".
Cậu đã học để phác thảo thiết kế sớm và 17 tuổi, cậu quyết định trở thành một nghệ sĩ. Cha của cậu, người đã chết khi Robert lên 3, có một người bạn thân với cha của họa sĩ Benjamin West. Fulton sau đó đã gặp West ở Anh và họ Trở thành bạn bè.
Fulton ở lại Philadelphia trong sáu năm, nơi anh đã vẽ bức chân dung và phong cảnh, vẽ nhà và máy móc, và gửi tiền về nhà là có khả năng hỗ trợ mẹ. Năm 1785 anh mua một trang trại ở Hopewell, tiểu bang Pennsylvania  cho Sterling £ 80 và gia đình mẹ và ông chuyển vào nó. Trong khi ở Philadelphia, ông đã gặp Benjamin Franklin và một số nhân vật nổi bật khác chiến tranh Cách mạng. Ở tuổi 23, anh quyết định đến thăm châu Âu.

## Sự nghiệp
Năm 1797, ông chế tạo ra tàu ngầm dài 6m, đường kính 2m. Năm 1803 Fulton đóng xong con tàu động cơ hơi nước 8 mã lực. Ngày 9/1/1803 con tàu hạ thủy.
Ngày 17/8/1807, con tàu Klemol hạ thủy.